# 7e arrondissement de Hô Chi Minh-Ville
Pour les articles homonymes, voir 7e arrondissement.
Le 7e arrondissement (vietnamien : Quận 7) est un arrondissement urbain situé au sud-est de Hô Chi Minh-Ville au Viêt Nam.

## Présentation
Le nord du 7e arrondissement borde le 4e arrondissement.
Le nord-ouest borde le 8e arrondissement.
Le 7e arrondissement est divisé en 10 quartiers (phường) :
| - Bình Thuận - Phú Mỹ - Phú Thuận - Tân Hưng - Tân Kiểng | - Tân Phong - Tân Phú - Tân Quy - Tân Thuận Đông - Tân Thuận Tây |

## Galerie

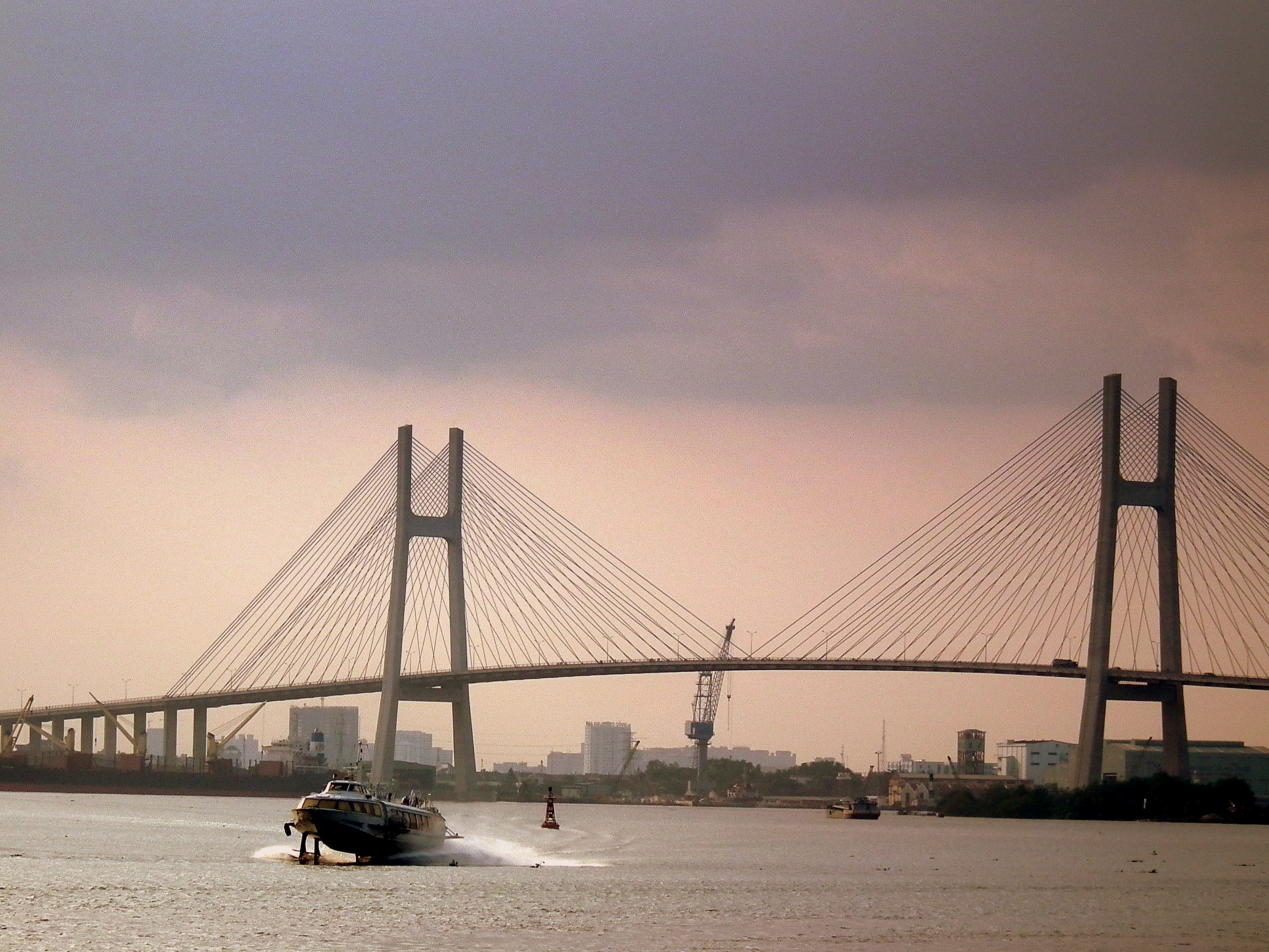
Le pont de Phu My relie les districts 2 et 7.
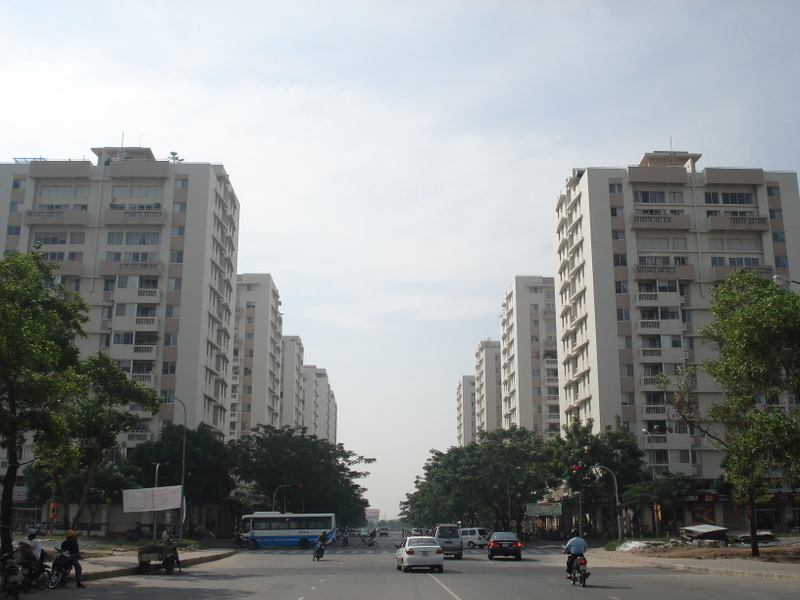
La zone urbaine de Phu My Hung.
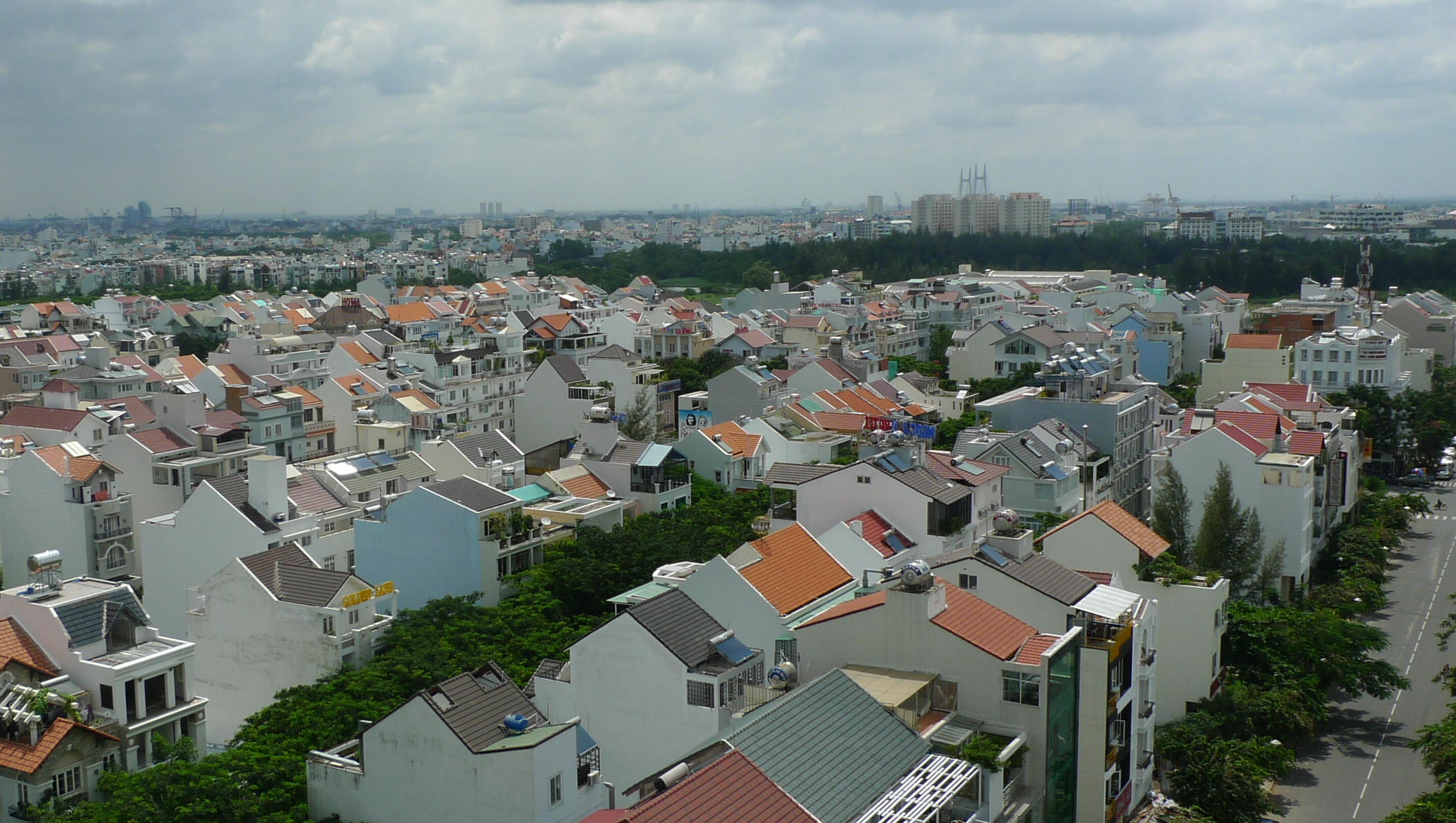
La zone urbaine de Phu My Hung.
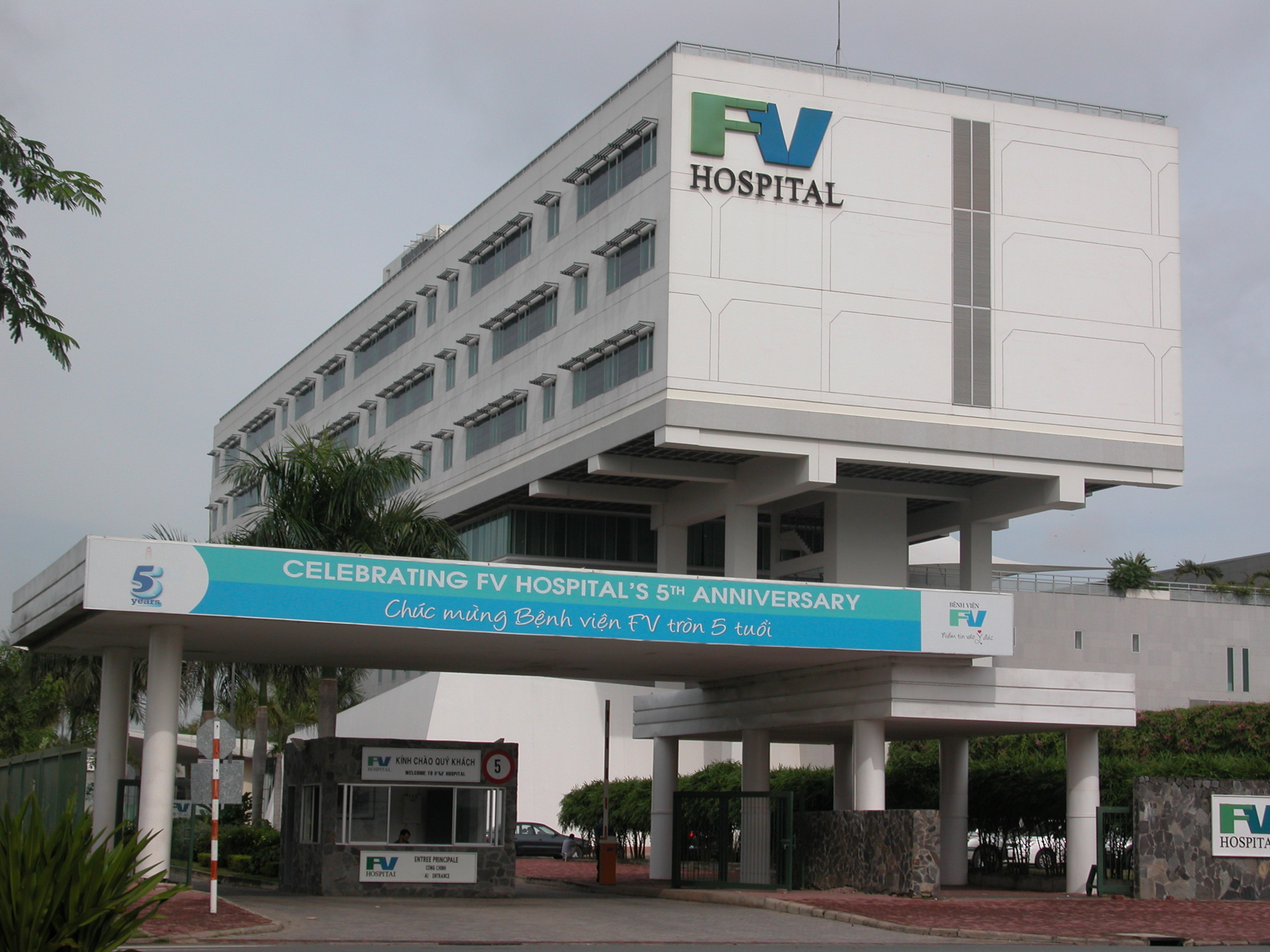
Hôpital franco-vietnamien d'Hô Chi Minh-Ville.